# Periplanon B
Periplanon B ist ein Sexualpheromon der amerikanischen Großschabe.

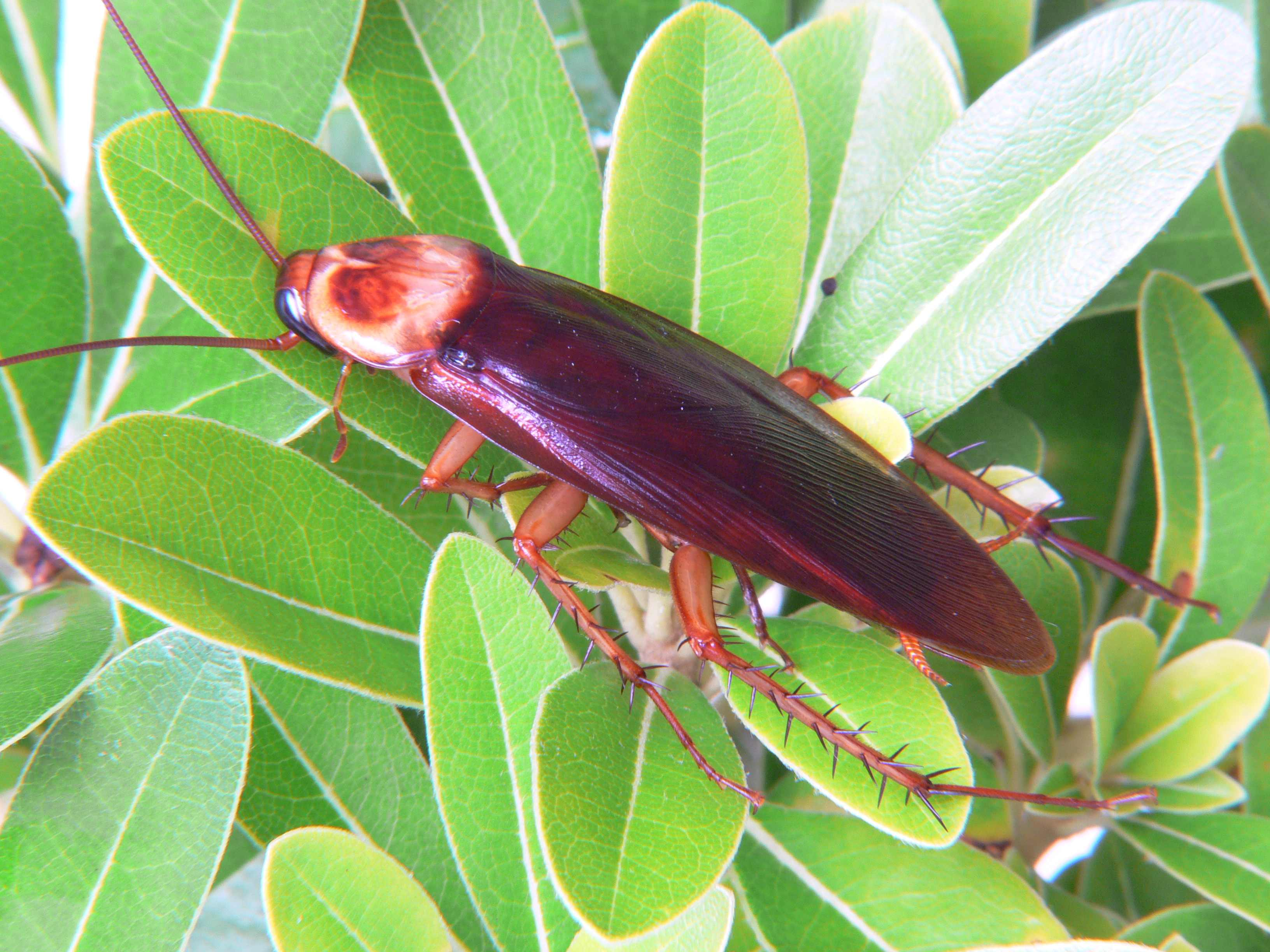
Amerikanische_Grossschabe (Periplaneta americana)

## Geschichte
In 1976 gelang die erste Isolation von Periplanon B im Mikrogrammmaßstab. Die weiblichen Großschaben speichern nur minimale Mengen von weniger als 1 Mikrogramm.
Die erste Totalsynthese des Racemats sowie die Bestimmung der absoluten Konfiguration gelang im Jahr 1979 (W. Clark Still u. a.). Die Totalsynthese beruhte auf einer anionischen Oxy-Cope-Umlagerung unter Bildung des zehngliedrigen Rings. Im Laufe der Jahre wurden weitere Totalsynthesen des Racemats veröffentlicht, wobei die Ringbildung mittels Photocycloaddition erreicht wird.
Die erste enantioselektive Synthese wurde im Jahr 1990 veröffentlicht. Dabei wird Periplanon B in 18 Schritten und einer Ausbeute von 12 % synthetisiert.